# St. Georg (Schiff, 1861)
Die St. Georg war als Fährdampfer Madeleine 1861 in der Reiherstiegwerft in Hamburg vom Stapel gelaufen.
Im Mai 1863 kam sie als nun als Dampfschlepper St. Georg zur Reederei Justus & Pantelmann (Hamburg).
Am 23. Juli 1870 wurde das Schiff als Hilfsdampfer für Torpedozwecke (auch als Torpedodampfer bezeichnet) von der Kaiserlichen Marine angekauft und der Marinestation der Ostsee zugewiesen. Die Zusammenführung der Torpedodampfer erfolgte unter eine sogenannte Torpedoflottille. Die St. Georg erhielt als Bewaffnung ein Geschütz und wahrscheinlich zwei Spierentorpedos.
Die Überführung des Schiffes erfolgte über den Eider-Kanal. Erster Kommandant des Schiffes war der Leutnant zur See Victor Cochius. 1874 war das Schiff als Dampfschlepper wieder bei der Ostseestation.
Das Schiff stellt einen Vorläufer der späteren Torpedoboote dar, die erst ab 1873 als Schiffstyp ausgewiesen wurden. Neben der St. Georg werden noch die Adler (1859), die Oscar (1866) und die Neuenfelde (1868) als Torpedodampfer bezeichnet. Nach dem Unglück auf der Neuenfelde wurden die Torpedos von den übrigen Booten abgezogen, die Flottille aufgelöst und die Schiffe neu zugewiesen. Einige kamen zur Torpedo-Compagnie nach Kiel und wurden für den Einsatz als Minenleger ausgerüstet.